# SV Hubentut Fortuna
El S.V. Hubentut Fortuna es un club de fútbol profesional de las Antillas Neerlandesas ubicado en la ciudad de Willemstad. Fue fundado en 1994 y actualmente participa en la Liga de Curazao Primera División; el club mantiene una gran rivalidad con el Centro Social Deportivo Barber.

## Palmarés
- Campeonato de las Antillas Neerlandesas: 1

2009
- Liga de Curazao: 3

2009, 2010, 2011

## Datos del club
- Temporadas en Primera División: 17
- Temporadas en Segunda División: 1
- Mayor goleada conseguida:.
  - En campeonatos nacionales:.
  - En torneos internacionales:
- Mayor goleada encajada:.
  - En campeonatos nacionales:.
  - En torneos internacionales:.
- Máximo goleador:.
- Portero menos goleado:
- Más partidos disputados:.

## Participación En Competiciones De La CONCACAF
- Campeonato de Clubes de la CFU: 2 apariciones  2010, 2012

Campeonato de Clubes de la CFU 2010 - Primera Ronda etapa de grupos (Región Caribe) organizada por  CSD Barber en Antillas Neerlandesas.
Campeonato de Clubes de la CFU 2012 - Primera Ronda etapa de grupos (Región Caribe) organizada por  Alpha United FC en Guyana.

## Jugadores notables
- Tyrone Maria
- Benjamin Martha
- Lisandro Trenidad

## Partidos amistosos internacionales
| 16 de marzo de 2010 20:00 | SV Hubentut Fortuna | 0–3 | Ajax Ámsterdam                                    | Ergilio Hato Stadium, Willemstad, Curazao                    |                                                              |
|                           |                     |     | Alderweireld 55' · Emanuelson 67' · Zeegelaar 81' | Asistencia: 15.000 espectadores Árbitro(s): Johannes Dolaini | Asistencia: 15.000 espectadores Árbitro(s): Johannes Dolaini |

## Entrenadores
- Jozef Nivillac 2010-presente

## Patrocinadores
- Lou Transport Curacao